# Murat (folyó)
A Murat vagy Aracani (urartui Arzašku, ókori görög nevén Arszaniasz) Törökország keleti részén, a Van-tótól északra, az Ararát-hegy közelében ered az é. sz. 39° 24′, k. h. 43° 45′39.400000°N 43.750000°E koordinátáknál, Kebannál egyesül a Karasu folyammal, innentől már mindkettő vízhozama az Eufráteszt gazdagítja. A folyón 1974-ben helyezték üzembe a Keban duzzasztógátat.